# Coppa di Grecia (pallavolo femminile)
La Coppa di Grecia di pallavolo femminile è un trofeo nazionale greco, organizzato dalla Federazione pallavolistica della Grecia.

## Albo d'oro
| Edizione         | Edizione             | Podio         | Podio         | Podio                   |
| Anno             | Sede della finale    | Campione      | Risultato     | Finalista               |
| ---------------- | -------------------- | ------------- | ------------- | ----------------------- |
| 1998-99 Dettagli | Alessandropoli       | Vrilīssiōn    | 3 - 0         | Panathīnaïkos           |
| 1999-00 Dettagli | Salonicco            | Vrilīssiōn    | 3 - 1         | Filathlītikos Salonicco |
| 2000-01 Dettagli | Larissa              | Panellīnios   | 3 - 2         | Vrilīssiōn              |
| 2001-02 Dettagli | Evosmos              | ZAON          | 3 - 0         | Aias Evosmou            |
| 2002-03 Dettagli | Vrilissia            | Vrilīssiōn    | 3 - 0         | Panellīnios             |
| 2003-04 Dettagli | Pireo                | Vrilīssiōn    | 3 - 1         | Panellīnios             |
| 2004-05 Dettagli | Keratsini            | Panathīnaïkos | 3 - 1         | Vrilīssiōn              |
| 2005-06 Dettagli | Markopoulo Mesogaias | Panathīnaïkos | 3 - 1         | Panellīnios             |
| 2006-07 Dettagli | Non terminata        | Non terminata | Non terminata | Non terminata           |
| 2007-08 Dettagli | Ierapetra            | Panathīnaïkos | 3 - 2         | Markopoulo              |
| 2008-09 Dettagli | Syra                 | Panathīnaïkos | 3 - 0         | Īraklīs Salonicco       |
| 2009-10 Dettagli | Rethymno             | Panathīnaïkos | 3 - 1         | Olympiakos              |
| 2010-11 Dettagli | Samo                 | Olympiakos    | 3 - 2         | AEK Atene               |
| 2011-12 Dettagli | Prevesa              | Olympiakos    | 3 - 2         | Panathīnaïkos           |
| 2012-13 Dettagli | Santorini            | Olympiakos    | 3 - 1         | AEK Atene               |
| 2013-14 Dettagli | Navarino             | Olympiakos    | 3 - 0         | Pannaxiakos             |
| 2014-15 Dettagli | Agrinio              | Olympiakos    | 3 - 0         | Panathīnaïkos           |
| 2015-16 Dettagli | Chio                 | Olympiakos    | 3 - 0         | AEK Atene               |
| 2016-17 Dettagli | Glifada              | Olympiakos    | 3 - 1         | Pannaxiakos             |
| 2017-18 Dettagli | Santorini            | Olympiakos    | 3 - 0         | Pannaxiakos             |
| 2018-19 Dettagli | Serres               | Olympiakos    | 3 - 1         | Thīras                  |
| 2019-20 Dettagli | Non terminata        | Non terminata | Non terminata | Non terminata           |
| 2020-21 Dettagli | Serres               | PAOK          | 3 - 0         | Thīras                  |
| 2021-22 Dettagli | Candia               | Panathīnaïkos | 3 - 1         | Thīras                  |
| 2022-23 Dettagli | Arta                 | AEK Atene     | 3 - 1         | Panathīnaïkos           |
| 2023-24 Dettagli | Loutraki             | Olympiakos    | 3 - 0         | AEK Atene               |
| 2024-25 Dettagli | Kozani               | Olympiakos    | 3 - 2         | Paniōnios               |

## Palmarès
| Squadra       | Titolo | Stagione                                                                                          |
| ------------- | ------ | ------------------------------------------------------------------------------------------------- |
| Olympiakos    | 11     | 2010-11, 2011-12, 2012-13, 2013-14, 2014-15, 2015-16, 2016-17, 2017-18, 2018-19, 2023-24, 2024-25 |
| Panathīnaïkos | 6      | 2004-05, 2005-06, 2007-08, 2008-09, 2009-10, 2021-22                                              |
| Vrilīssiōn    | 4      | 1998-99, 1999-00, 2002-03, 2003-04                                                                |
| Panellīnios   | 1      | 2000-01                                                                                           |
| ZAON          | 1      | 2001-02                                                                                           |
| PAOK          | 1      | 2020-21                                                                                           |
| AEK Atene     | 1      | 2022-23                                                                                           |